# Charlie Musselwhite
Charlie Musselwhite (* 31. ledna 1944, Kosciusko, Mississippi, USA) je americký bluesový hráč na foukací harmoniku a kytaru. Jedná se o jednoho z nejlepších bluesových harmonikářů všech dob. Isnpriroval několik hudebníků, mezi které patří i Dan Aykroyd a skupina Blues Brothers. V roce 2010 byl uveden do Blues Hall of Fame.

## Diskografie
- 1967: Stand Back! Here Comes Charley Musselwhite's Southside Band (Vanguard)
- 1968: Louisiana Fog (Cherry Red Records)
- 1968: Stone Blues (Vanguard)
- 1969: Tennessee Woman (Vanguard)
- 1969: Memphis Charlie (Arhoolie)
- 1970: Memphis, Tennessee  (MCA)
- 1971: Takin' My Time (Arhoolie)
- 1974: Goin' Back Down South (Arhoolie)
- 1975: Leave the Blues to Us (Capitol)
- 1978: Times Gettin' Tougher Than Tough (Crystal Clear)
- 1978: Harmonica According to Charlie Musselwhite (Kicking Mule)
- 1984: Where Have All the Good Times Gone? (Blue Rock'It)
- 1986: Mellow-Dee (CrossCut)
- 1990: Ace of Harps (Alligator)
- 1991: Signature (Alligator)
- 1993: In My Time (Alligator)
- 1997: Rough News (Virgin)
- 1999: Continental Drifter (Virgin)
- 2000: Up & Down the Highway Live: 1986 (Indigo)
- 2002: One Night in America (Telarc)
- 2003: Darkest Hour (Henrietta)
- 2004: Sanctuary (Real World)
- 2006: Delta Hardware (Narada)
- 2007: Black Snake Moan Original Soundtrack (New West)
- 2008: Rough Dried - Live at the Triple Door (Henrietta)
- 2010: The Well (Alligator)
- 2012: Juke Joint Chapel (Henrietta Records)
- 2015 I Ain't Lyin' (Henrietta Records)